# Kupig skrynkellav
Kupig skrynkellav (Parmelia submontana) är en lavart som beskrevs av Nádv. ex Hale. Kupig skrynkellav ingår i släktet Parmelia och familjen Parmeliaceae.  Arten är reproducerande i Sverige. Inga underarter finns listade i Catalogue of Life.